# Haucourt-en-Cambrésis
Haucourt-en-Cambrésis ist eine französische Gemeinde mit 192 Einwohnern (Stand 1. Januar 2022) im Département Nord in der Region Hauts-de-France. Sie gehört zum Arrondissement Cambrai und ist Mitglied des Gemeindeverbands Communauté d’agglomération du Caudrésis et du Catésis. Die Bewohner nennen sich Haucourtois(es).
Die Gemeinde Haucourt-en-Cambrésis liegt an der Warnelle, etwa zehn Kilometer südsüdöstlich von Cambrai. Sie grenzt im Norden an Cattenières, im Nordosten an Fontaine-au-Pire, im Osten an Ligny-en-Cambrésis, im Süden an Walincourt-Selvigny, im Westen an Esnes und im Nordwesten an Wambaix. 

## Bevölkerungsentwicklung
| Jahr                       | 1962 | 1968 | 1975 | 1982 | 1990 | 1999 | 2008 | 2013 | 2020 |
| Einwohner                  | 209  | 202  | 193  | 178  | 183  | 200  | 201  | 212  | 190  |
| Quellen: Cassini und INSEE |      |      |      |      |      |      |      |      |      |

## Sehenswürdigkeiten
- Kirche Mariä Geburt (Église de la Nativité-de-Notre-Dame)

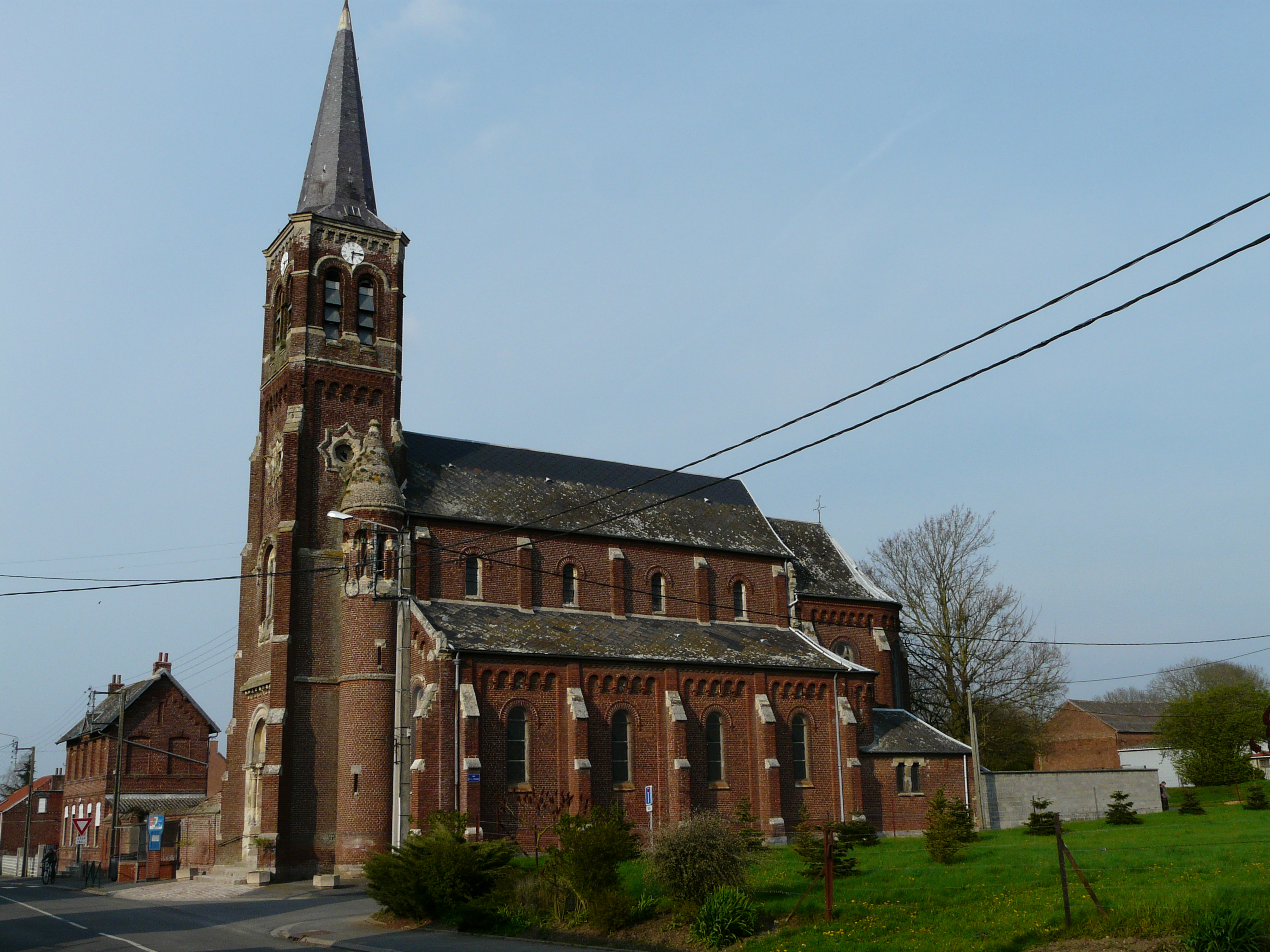
Kirche Mariä Geburt
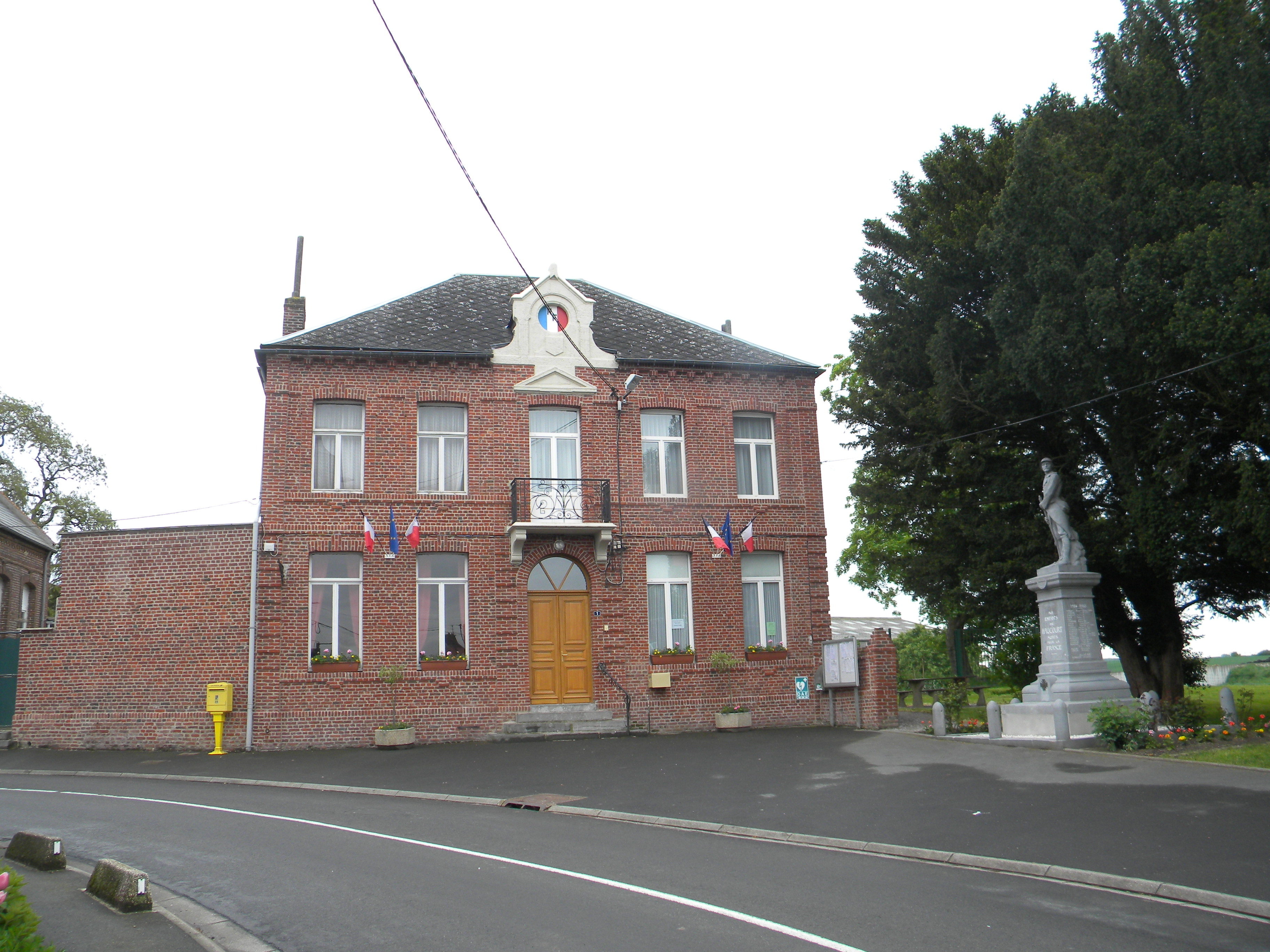
Mairie (Rathaus)
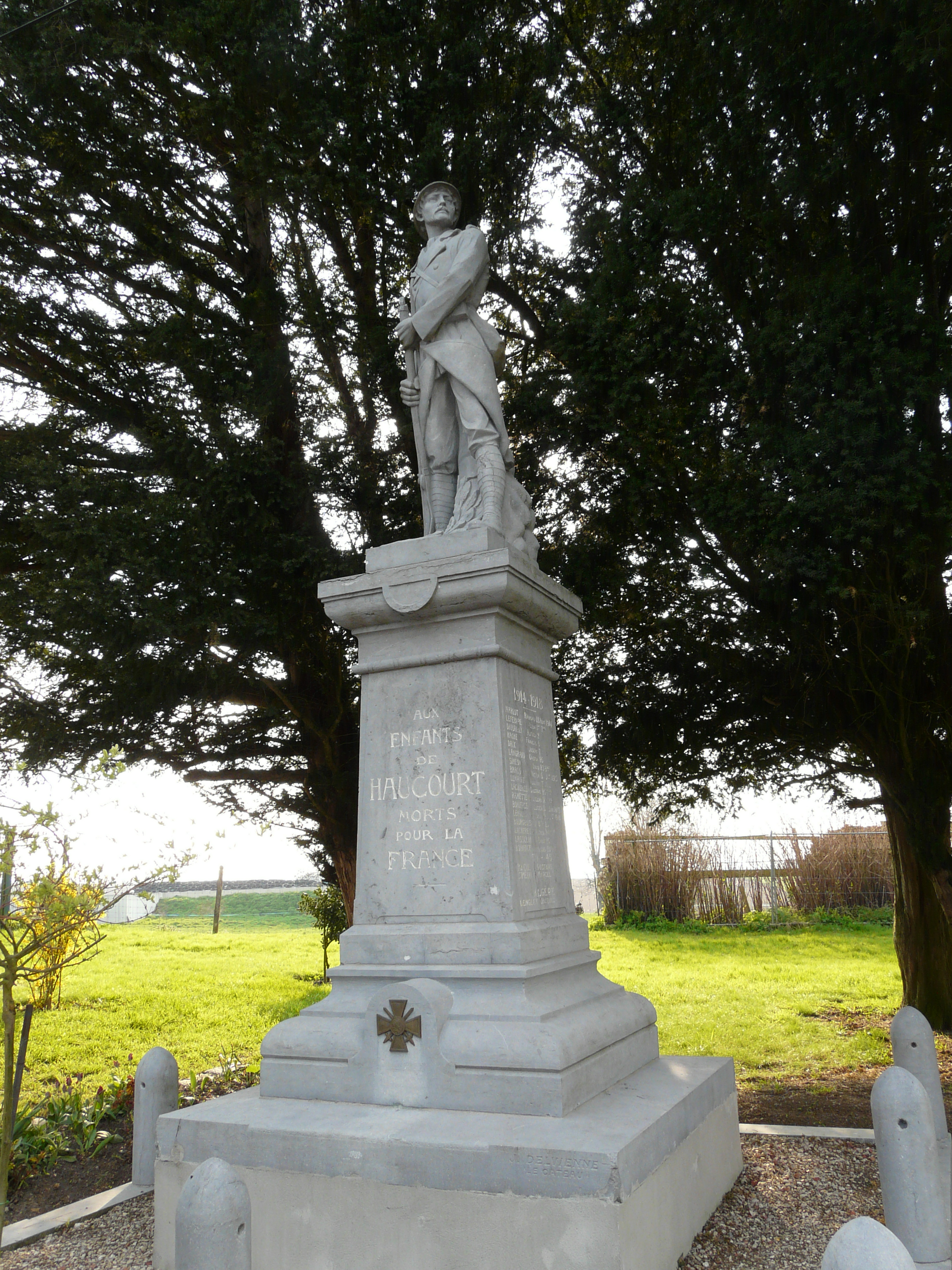
Gefallenendenkmal